# Delias arabuana
Delias arabuana is een vlindersoort uit de familie van de Pieridae (witjes), onderfamilie Pierinae.
Delias arabuana werd in 1955 beschreven door Roepke.